# Долина (Падіна)
Футбольний клуб Долина (Падіна) або просто Долина (серб. Фудбалски клуб Долина Падина) — професійний сербський футбольний клуб з міста Падина. Зараз команда виступає в Сербській лізі Воєводина, третьому за силою чемпіонаті Сербії з футболу.

## Історія
У сезоні 2012/13 років «Долина» виграла Сербську лігу Воєводина та кваліфікувалася для участі в наступному сезоні в Першій лізі Сербії, другому за силою національному чемпіонаті. Але за підсумками наступного сезону команда посіла 14-те місце та вибула до Сербської ліги Воєводина, де й зараз продовжує свої виступи.

## Досягнення
- Сербська ліга Воєводина
  -  Чемпіон (1): 2012/13

## Склад команди
| №  | Поз. | Нац.   | Гравець                                             |
| -- | ---- | ------ | --------------------------------------------------- |
| 2  | НП   | Сербія | Нікола Ковачевич                                    |
| 3  | ЗХ   | Сербія | Павел Чижик (капітан)                               |
| 5  | ЗХ   | Сербія | Слободан Спасковський                               |
| 6  | ЗХ   | Сербія | Стефан Караджич                                     |
| 7  | ПЗ   | Сербія | Горан Цветкович                                     |
| 8  | НП   | Сербія | Владимир Матич                                      |
| 11 | ПЗ   | Сербія | Мілан Миросавлєв (в оренді з клубу «Хайдук (Кула)») |
| 12 | ВР   | Сербія | Душан Алексич                                       |
| 14 | ЗХ   | Сербія | Іван Костич                                         |
| 15 | ЗХ   | Сербія | Миодраг Душич                                       |
| 16 | ПЗ   | Сербія | Стефан Неорчич                                      |
| 17 | ПЗ   | Сербія | Неманья Маркович                                    |

| №  | Поз. | Нац.                 | Гравець          |
| -- | ---- | -------------------- | ---------------- |
| 18 | ПЗ   | Боснія і Герцеговина | Нікола Данилович |
| 19 | ЗХ   | Сербія               | Владимир Адвигов |
| 20 | ПЗ   | Сербія               | Іван Йованич     |
| 21 | НП   | Сербія               | Мілян Миливоєв   |
| 22 | ЗХ   | Сербія               | Дарко Боштованов |
| 23 | НП   | Сербія               | Урош Момич       |
| 24 | ЗХ   | Сербія               | Дамі Мемович     |
| 31 | ВР   | Сербія               | Деян Євтич       |
|    | ВР   | Сербія               | Боян Тривунович  |
|    | ЗХ   | Сербія               | Мілан Недучич    |
|    | ЗХ   | Сербія               | Неделько Шаренац |
|    | ПЗ   | Сербія               | Дамир Джокович   |